# Gewog di Tsento
Il gewog di Tsento è uno dei dieci raggruppamenti di villaggi del distretto di Paro, nella regione Occidentale, in Bhutan.